# Biercza
Biercza (niem. Heinrichswalde) – osada w Polsce położona w województwie lubuskim, w powiecie międzyrzeckim, w gminie Pszczew.
W latach 1975–1998 miejscowość należała administracyjnie do województwa gorzowskiego. Na terenie posesji znajduje się pomnik przyrody – dąb szypułkowy. Obwód 490 cm. Wysokość ok. 21 m.